# فوریوزو
فوریوزو-نورث استار یک نژاد اسب پرورش‌یافته در مجارستان در مزرعه زادمایه مزوهدیش است. امروزه، یک گونهٔ خون‌گرم به شمار می‌رود که با ساختاری سالم و بادوام، قادر به انجام کارهای سبک مزرعه‌ای است.

## برای خواندن بیشتر
- Swinney, Nicola Jane and Langrish, Bob. Horse Breeds of the World, Globe Pequot, 2006. شابک ‎۱−۵۹۲۲۸−۹۹۰−۸ISBN 1-59228-990-8, شابک ‎۹۷۸−۱−۵۹۲۲۸−۹۹۰−۵, p. 45.